# Championnat des îles Cook de football 2022
Navigation
Saison précédente Saison suivante
La saison 2022 du Championnat des îles Cook de football est la quarante-neuvième édition du championnat de première division aux Îles Cook. Les six meilleurs clubs de Roratanga sont regroupés au sein d'une poule unique, la Round Cup, où ils s'affrontent deux fois au cours de la saison. Il n’y a ni promotion, ni relégation en fin de saison.
C'est le Tupapa Maraerenga FC qui est sacré champion des îles Cook cette saison après avoir terminé en tête du classement final. C'est le 17e titre de champion des îles Cook de l’histoire du club.

## Les clubs participants
- Tupapa Maraerenga FC
- Puaikura FC
- Matavera FC
- Nikao Sokattack FC
- Titikaveka FC
- Avatiu FC

## Compétition

### Classement
Le barème utilisé pour établir le classement est le suivant :
- Victoire : 3 points
- Match nul : 1 point
- Défaite : 0 point

| Rang | Équipe               | Pts | J  | G | N | P  | Bp | Bc | Diff |
| ---- | -------------------- | --- | -- | - | - | -- | -- | -- | ---- |
| 1    | Tupapa Maraerenga FC | 27  | 10 | 9 | 0 | 1  | 48 | 8  | +40  |
| 2    | Nikao Sokattack FC T | 23  | 10 | 7 | 2 | 1  | 36 | 6  | +30  |
| 3    | Avatiu FC            | 18  | 10 | 5 | 3 | 2  | 16 | 10 | +6   |
| 4    | Titikaveka FC        | 10  | 10 | 3 | 1 | 6  | 18 | 38 | -20  |
| 5    | Matavera FC          | 9   | 10 | 3 | 0 | 7  | 18 | 29 | -11  |
| 6    | Puaikura FC          | 0   | 10 | 0 | 0 | 10 | 7  | 53 | -46  |

|  | Qualification pour la Ligue des champions de l'OFC 2023     |
|  | T : Tenant du titre C : Vainqueur de la Coupe des îles Cook |

## Bilan de la saison
| Championnat des îles Cook de football 2022 |                                  |
| Champion                                   | Tupapa Maraerenga FC (17e titre) |
| Qualifications continentales               |                                  |
| Ligue des champions de l'OFC 2023          | Tupapa Maraerenga FC             |
| Promotions et relégations                  |                                  |
| Promus en Round Cup                        | Aucun                            |
| Relégués                                   | Aucun                            |